# Laelius de amicitia
Il Laelius de amicitia (titolo completo Laelius seu De amicitia - più noto come De amicitia: "Sull'amicizia"), opera dell'ultimo periodo ciceroniano, è un dialogo di carattere filosofico (immaginato svolgersi nel 129 a.C.) scritto da Cicerone tra l'estate e l'autunno del 44 a.C. e dedicato a Tito Pomponio Attico. Delinea, in un dialogo tenuto da Mucio Scevola, Gaio Fannio e Lelio, tutte le sfumature dell'amicizia, unendo la visione epicurea (tipicamente attichiana) e quella stoica (ciceroniana).
Nell'antichità soltanto l'epicureismo aveva cercato di svincolare il valore di amicizia da quello di utilitas. In questo trattato, che a prima vista potrebbe sembrare un dialogo tra amici, in realtà Cicerone utilizza autorevoli fonti per sostenere l'amicizia libera dal vincolo politico.

## Il 44 a.C. e l'ultimo periodo della vita di Cicerone
Cicerone, maestro dell'eloquenza, filosofo, storico, poeta, epistolografo, fu un uomo eclettico in poesia quanto in filosofia.
Gli ultimi anni della vita di Cicerone sono permeati dal dolore. Al ritorno dalla Cilicia, era ansioso sia per le sorti della sua piccola Tullia, sia per gli avvenimenti politici che impetuavano. Infatti vi era l'intervento armato tra Cesare e Pompeo.
Legatosi due volte a Cesare e avendo violato i patti del triumvirato, sembrava che Pompeo avesse fatto di tutto per cercare lo scontro armato, credendo fermamente di uscirne vincitore. Era infatti inevitabile che Cesare rifiutasse la decisione estrema del Senato, non ritenendola costituzionale, e che decidesse di passare il Rubicone.
Cicerone, attento uomo politico, non riuscì a restare neutrale. Dopo un'attenta analisi, seppur senza entusiasmo, decise di schierarsi con Pompeo, nonostante questa sembrasse la causa più debole ma anche più giusta. Infatti nell'epistola del 27 febbraio del 49 ad Attico, Cicerone esprime la propria delusione in quanto questi non incarnava l'ideale di moderator rei publicae.
Per molti mesi, nonostante la situazione domestica non fosse delle migliori – infatti il suo animo era dilaniato da ragioni private e pubbliche - decise di attendere a Brindisi il ritorno del vincitore.
In seguito ripudiò la moglie Terenzia, dopo trent'anni di vita matrimoniale condivisa, perché questa aveva dilapidato l'intero patrimonio ciceroniano.
Sposò così Publilia, una donna giovanissima e ricchissima, ma quando la figlia prediletta Tullia muore di parto, la giovane moglie viene accusata di essersene rallegrata, così anch'essa è ripudiata.
La morte della figlia lo turbò profondamente causando la perdita di fiducia anche nel presente. A questi accadimenti della vita privata, si aggiunse anche il disprezzo degli antichi compagni che lo accusavano di tradimento, poiché alleato a Pompeo, e gli antichi avversari che lo corteggiavano. Per un periodo aveva sperato che Cesare, uomo dotto e generoso, potesse restaurare la repubblica, per questo gli pronunciò le Cesariane. In realtà la dittatura cesariana si fece troppo dura fino alle Idi di marzo del 44 a.C., quando questi fu ucciso e Cicerone subito osannò la punizione meritata.
Cicerone credette che, come una fenice, l'antica repubblica potesse risorgere dalle sue ceneri, ma questa apparve solo come una breve illusione, in quanto i congiurati non riuscirono a controllare il potere. Antonio si proclamava vendicatore e successore di Cesare e anche instauratore di una tirannide. Proprio per questo Cicerone decise di lottare contro Antonio, mettendo in pericolo la sua vita e pronunciando le famose Filippiche. Alla luce di questo contesto storico e di questi forti contrasti interiori, Cicerone redige le sue ultime opere.

## Argomento
Il dialogo contiene l'elogio dell'amicizia, adottando l'ideale ellenico della filantropia, che però viene calato nel contesto della realtà romana, tanto da diventare “legame interessato”, fra persone aventi gli stessi ideali politici. Rievocando la figura dell'amico Scipione Emiliano da poco scomparso (che viene celebrato nella parte iniziale e al quale vengono fatti molti riferimenti nel testo), Gaio Lelio intrattiene i propri interlocutori (i suoi due generi Gaio Fannio Strabone e Quinto Mucio Scevola) tracciando un profilo del valore e della natura dell'amicizia e disprezzando forme di amicizia non dettate dalla natura, motivo per il quale più volte verranno attaccati, in maniera più o meno diretta, gli epicurei.
L'amicitia per i Romani era anzitutto la creazione di legami personali a scopo di sostegno politico. Il dialogo muove alla ricerca dei fondamenti etici della società nel rapporto che lega fra loro le volontà degli amici.
La novità dell'impostazione ciceroniana consiste soprattutto nello sforzo di allargare la base sociale delle amicizie (ponendovi alla fondamenta valori come virtus e probitas) al di là della cerchia ristretta della nobilitas. Quella propagandata da Lelio non si configura unicamente come amicitia politica: ciò si evince dal fatto che l'opera trasuda di una disperata necessità di rapporti sinceri, quali Cicerone, preso nel vortice delle convenienze imposte dalla vita pubblica, poté forse provare solo con Attico.

### Contesto storico e riassunto per capitoli
Il dialogo del Laelius ha luogo nel 129 a.C., dopo la morte, avvenuta da poco, di Scipione l'Emiliano, figura chiave di quel periodo storico.
Il 130 a.C. è segnato dalla morte di Appio Claudio, il quale insieme a Caio e Crasso doveva partecipare al triumvirato. Questi ultimi, però, furono sostituiti da due amici di Tiberio Gracco: M. Fulvio Flacco e C. Papiro Carbone. Infatti, nel 129, la presidenza e l'azione attiva toccò a Fulvio Flacco. In quell'anno erano consoli due amici dell'Emiliano: C. Sempronio Tudiano e M. Aquilio, che pose termine alla guerra di Aristonico. In questi anni si intensificarono le manifestazioni di malcontento per l'azione da parte della repubblica del recupero dell'ager pubblico. Infatti vennero messe in discussione tutte le terre, sia per il mal di porzionamento, sia per la voglia da parte della nobilitas di appropriarsi indebitamente di alcuni territori; per questo si era perso il confine tra pubblico e privato, soprattutto nelle terre occupate dagli Italici. Seconda Appiano, gli Italici non lamentarono di essere stati esclusi dalla ridistribuzione della terra, in realtà il loro malcontento nacque dal recupero dell'ager già posseduto.
Furono proprio gli Italici a rivolgersi a P. Cornelio Scipione Emiliano, il quale nelle guerre passate li aveva sempre sostenuti. Così, l'Emiliano propose al senato di trasferire la decisione di recuperare i territori, dai triumviri ai consoli. Il Senato l'approvò. In realtà questa proposta fu strategica, in quanto il console M. Aquilino, in quell'anno, si trovava fuori Roma, esattamente in Asia; mentre il console Sepronio Tudiano si recò in Illiria per evitare di prendere alcuna decisione. I consoli, quindi, trovandosi fuori Roma e non prendendo nessuna decisione, la legge non fu applicata e tutti i giudizi si arenarono.
La rivolta degli Italici appariva pericolosa soprattutto per gli ottimati, in quanto ai primi interessava ottenere la cittadinanza romana, via principale per tutti i diritti riservati ai Romani. La cittadinanza fu anche argomento di discussione nella lotta tra Gracchiani e Senato. Come magistralmente descrive Cicerone nel De re publica, il popolo risultò diviso in due parti, una democratica con a capo i Gracchi e l'altra aristocratica capeggiata da Scipione Emiliano.
Nella primavera del 129 a. C., mentre i Romani sul monte Latino festeggiavano le "Ferie latine", sembrava che Scipione volesse fare il colpo di stato, rovesciando così le leggi agrarie. In realtà non fu così, in quanto Scipione si riunì per poterne riparlare in un congresso che doveva durare due giorni.
Il primo giorno del congresso giunse a termine e Scipione ne uscì vincitore. Questo viene descritto anche da Cicerone nel De amicitia (III.12) in cui scrive che Scipione fu acclamato e accompagnato a casa da un grande corteo di senatori, popolani e latini; il giorno seguente, Scipione fu trovato morto. Le cause sono sconosciute, ma non appena la notizia riecheggiò per la città, alcuni gridarono all'assassinio, altri, come ad esempio Appiano (b.civ., I, 20), che racconta che si sia suicidato poiché non era riuscito a ottenere quanto promesso.
La morte dell'Emiliano sedò gli accesi animi, soprattutto perché la prima legge aveva portato alcuni benefici, cioè rese ineffettuabile l'opera dei triumviri. Il 129, quindi, si concluse con la vittoria degli ottimati.
Segue un riassunto a capitoli dell'opera:
I (1-5): Cicerone, che dedica l'opera ad Attico e spiega all'amico la fonte del dialogo e l'origine delle sue riflessioni sull'amicizia. La storia che si appresta a raccontare deriva dal racconto riferitogli da Quinto Mucio Scevola, a cui Cicerone era stato affidato dal padre quando aveva assunto la toga virile. In questo periodo (presumibilmente l'88 a.C.), Mucio Scevola avrebbe riferito a Cicerone la conversazione tenuta con il suocero Lelio e con l'altro suo genero, Gaio Fannio, poco dopo la morte di Scipione l'Emiliano (o Africano minore). I concetti contenuti nel trattato – spiega Cicerone – sarebbero quelli esposti da Lelio e la forma dialogica sarebbe stata scelta per rendere il discorso più diretto ed evitare ripetizioni.
Cicerone, invitato più volte dallo stesso Attico a discorrere sull'amicizia, avrebbe scelto di dare voce a Lelio perché il sentimento che lo legava a Scipione l'Emiliano era il più degno da raccontare.
Secondo Cicerone le sue argomentazioni, affidate a uomini più illustri, avrebbero un effetto più incisivo sul lettore. L'autore stesso paragona tale scelta a quella operata nel Cato maior, in quanto Catone gli sembrava la persona più idonea a parlare della vecchiaia. Invita Attico a dimenticare la mano dell'autore e a pensare che sia lo stesso Lelio a parlare.
II (6-10): prende avvio il dialogo vero e proprio. Il primo a parlare è Gaio Fannio, elogia Scipione l'Emiliano ma soprattutto Lelio, il quale – racconta – viene chiamato sapientem per la sua sapienza e per l'amore della scienza, alla pari di personaggi come Catone (per la sua esperienza) e Lucio Acilio (per la conoscenza del diritto civile). Lelio sarebbe definito così per la sua sapienza e per l'amore della scienza. Diverse persone chiedono a Fannio come il suocero stia affrontando la morte dell'amico, notando anche la sua insolita assenza alla riunione degli auguri in occasione delle None.
Interviene Mucio Scevola. Anche a lui la stessa domanda viene posta frequentemente e ai curiosi risponderebbe che Lelio sta affrontando con moderazione il lutto e l'assenza alle None sarebbe dovuta esclusivamente a motivi di salute.
Lelio quindi conferma la versione di Scevola, ringrazia Fannio per le parole riservategli, ma lo ammonisce sulla poca importanza che sembra dare alla figura di Catone: nessuno sarebbe sapiente quanto lui e nessuno avrebbe sopportato come lui il dolore per la perdita dei figli. Paragona Catone a Lucio Emilio Paolo Macedonico e a Gaio Sulpicio Gaio, i quali anche loro avevano perso dei figli, ma nessuno si potrebbe anteporre alla figura di Catone.
III (10-12): neanche Lelio si può anteporre a Catone, perché mentirebbe se dicesse di non sentire la mancanza dell'Emiliano. Nonostante la sofferenza, Lelio dichiara di non aver bisogno di alcuna medicina, perché gode già di quella che gli deriva dall'essere privo di errori, a Scipione non è accaduto nulla di male, in quanto la sua vita è stata piena di soddisfazioni, ottenendo tutto ciò che potesse desiderare. Sin da fanciullo – continua a raccontare Lelio – ha superato le aspettative della famiglia ed è stato eletto due volte console senza che si fosse mai candidato, ha spento future guerre sottomettendo Cartagine e Numanzia, lo ricorda come un uomo devoto alla famiglia,  liberale nei confronti della madre e delle sorelle e amato dall'intera Roma, nonostante alcuni sospettino che sia stato ucciso.
IV (13-16): Lelio dichiara di essere in disaccordo con chi crede che l'anima perisca insieme al corpo, perché le sue idee sono più vicine a quelle degli antichi, dei loro antenati oppure a quelle dei Greci (primo tra tutti Socrate), che credevano che l'anima sopravvivesse, anche Scipione era vicino a queste idee. Pochi giorni prima di morire avrebbe infatti tenuto una conversazione con Filo, Manio Manilio e tra gli altri lo stesso Scevola circa lo stato (Cicerone si riferisce qui al De Re Publica), dedicando l'ultima parte del discorso all'immortalità dell'anima. È inutile soffrire, se l'anima sopravvive, nessuno più dell'Emiliano ha diritto di ascendere agli dei; se l'anima perisce con il corpo, la morte non è positiva, ma neanche negativa.
Il destino più duro è toccato a Lelio stesso, che gli è sopravvissuto, nonostante sia più anziano. Però potrà godere del ricordo della loro amicizia e si augura possa essere nota anche ai posteri.
Fannio chiede a Lelio di esporre le sue teorie circa l'amicizia, Scevola invita il suocero a discuterne.
V (17-20): Lelio accetta di interloquire circa l'amicizia, ma spiega umilmente ai generi che discorrere all'improvviso è uso dei filosofi e non è compito facile, potrà spiegare loro solo alcuni aspetti, come ad esempio la necessità di anteporre l'amicizia a tutte le cose umane.
Secondo lui l'amicizia sarebbe un sentimento esclusivamente dei buoni, scredita la visione degli stoici che legavano la bontà alla sapienza, ma che negavano che un uomo così sapiente (e quindi buono) fosse mai esistito. In ogni caso persone definite sapienti come Gaio Fabrizio, Manio Curio, Tiberio Coruncanio, erano palesemente buone. Furono ritenuti buoni perché seguirono, per quanto possibile agli uomini, la natura. Lelio definisce buone le persone dalla forte lealtà e generosità, privi di cupidigia e di vizi. L'uomo segue questo principio: i concittadini sono più cari degli stranieri e i familiari degli estranei, perché con questi è la natura stessa a generare l'amicizia. Nonostante ciò, l'amicizia è superiore alla parentela.
VI (20-22): l'amicizia è un accordo – secondo Lelio – tra le cose divine e umane, accompagnato dall'affetto. È una delle cose migliori date agli uomini. La ricchezza, la salute e la potenza sono meno importanti perché passeggere, mentre il piacere è proprio delle bestie. Chi considera la virtù come il bene maggiore, non è da biasimare perché l'amicizia è propria solo dei virtuosi. Lelio scarta definizioni troppo rigide e astratte di virtù, citando personaggi virtuosi (Paolo, Catone, Galo, Scipione, Filo). Citando Ennio (Incerta), Lelio inizia a elencare i numerosi aspetti positivi dell'amicizia: avere qualcuno a cui raccontare tutto, con cui condividere la buona fortuna e sopportare la cattiva sorte. L'amicizia racchiude in sé più beni. Anche l'amicizia volgare o mediocre giova, ma quella di cui Lelio parla è quella nobile, propria solo di poche persone.
VII (23-25): l'amicizia è superiore a tutte le cose perché dona speranza e non fa piegare l'uomo dinnanzi al destino. Guardare un amico è come rimirare sé stessi e anche la morte sembra piacevole, perché accompagnata dal ricordo. La società si basa sull'amicizia, senza la quale neanche le case si ergerebbero, infatti allude a Empedocle (senza nominarlo), il quale diceva che l'amicizia compone e disgrega tutte le cose del mondo. Allude anche a un dramma di Marco Pacuvio (probabilmente Dulorestes), molto gradito al pubblico, in cui Pilade afferma di essere Oreste per salvare l'amico.  Lelio dichiara di non avere altro da dire sull'amicizia e di chiedere altro a chi è solito discutere di filosofia.
Fannio dichiara che preferisce chiedere a Lelio. Scevola osserva che questo non è comunque pari al discorso sullo stato (De Re Publica), durante il quale Lelio aveva abilmente discusso per difendere la giustizia. Fannio ribatte che sarà stato facile per lui essendo una persona giusta, così Scevola trova uno stratagemma per farlo continuare, dichiarando che per un uomo come lui sarebbe stato altrettanto facile difendere l'amicizia.
VIII (26-28): quasi costretto a continuare, Lelio riflette su un altro punto: se alla base dell'amicizia ci sia la necessità di avere favori o qualcosa di più nobile. È infatti l'amore il primo motore dell'amicizia. Ci sono rapporti finalizzati a certi scopi, ma questi non sono di amicizia. Lelio crede che l'amicizia sia da legare alla natura piuttosto che alla riflessione sull'utilità che essa possa portare. Questo aspetto si può notare sia nelle bestie sia nell'uomo, legati naturalmente con i figli da un rapporto di amore. Inoltre in un amico si scorge un alone di virtù. È proprio la virtù che porta ad amare qualcuno, anche tra chi non si è mai visto, come Gaio Fabrizio e Manio Curio. Invece si è portati a odiare chi non è virtuoso, come Tarquinio il Superbo, Spurio Cassio o Spurio Melio. La virtù ci rende più graditi anche i nemici, come Pirro e Annibale.
IX (29-33): l'amore è ancora più grande in coloro in cui si scorge la virtù e che ci sono legati. L'amore viene rinforzato dal bene ricevuto e dalla devozione. Questo, unito alla simpatia a pelle, possono far nascere una profonda amicizia. Gli Epicurei sostengono che l'amicizia nasce dalla debolezza e dalle mancanze degli uomini. Ma se così fosse solo chi ha bisogno, cercherebbe di creare un rapporto. Lelio espone l'esempio del deceduto Scipione che di certo non aveva bisogno di lui e spiega che il loro affetto si è fondato sulla stima reciproca. I favori che ne seguono non sono comunque fondamentali.
Sostiene anche che, l'amicizia derivando dalla natura e questa essendo la natura immutabile, la vera amicizia dura in eterno.
X (33-35): Lelio inizia a esporre quello che si diceva sull'amicizia tra lui e Scipione l'Emiliano. Quest'ultimo sosteneva che fosse difficile che un'amicizia durasse per sempre, per disaccordi politici che si possono creare o per i reciproci interessi che cambiano. Faceva l'esempio dell'amicizia tra giovani che si conclude presto per litigi di vario genere (partito di matrimonio, un bene che entrambi non possono raggiungere). Le cose che maggiormente possono distruggere un'amicizia sono la brama di denaro e la corsa a una magistratura, anche chiedere di fare qualcosa di disonesto a un amico può rovinare il rapporto.
XI (36-39): analizza fino a quanto un amico può fare per un altro. Fa l'esempio di Coriolano o di Melio, che nessuno avrebbe aiutato. Cita anche Quinto Elio Tuberone che con altri avevano abbandonato Tiberio Gracco. Al contrario racconta di Gaio Blossio di Cuma che avrebbe fatto qualsiasi cosa per il tribuno. Secondo Lelio si dovrebbe sempre fare ciò che dice un amico, qualora però non crei disordini o inconvenienti.
XII (40-43): ammettere di aver nociuto allo stato per un amico è una scusa inaccettabile. A causa delle amici di Tiberio Gracco, Scipione Nasica era stato costretto a lasciare Roma. Lelio è preoccupato di cosa possa accadere durante il tribunato di Gaio Gracco, perché la condizione è sempre più preoccupante, soprattutto dopo le leggi Gabina e Cassia; il popolo gli sembra sempre più potente e distante dal senato, quindi più difficile da controllare. Invita così gli uomini buoni di non assecondare ogni richiesta, anche malvagia, degli amici. Paragona Temistocle a Coriolano, i quali avrebbero dovuto tollerare in silenzio l'esilio.
XIII (44-48): Lelio elenca le leggi che devono regolare un'amicizia: non chiedere cose disoneste agli amici, anzi bisogna ammonire i cattivi comportamenti e dare consigli; tenere larghe le redini di un'amicizia e tirarle a piacimento, l'amicizia dovrebbe portare alla tranquillità, per questo, come alcuni ritengono, non si può basare sulla ricerca di favori o potere.
Anche se l'animo dell'uomo sapiente è sensibile al dolore, questo non deve comunque sottrarsi all'amicizia per paura o seguendo l'idea stoica secondo cui sarebbe da evitare tutto ciò che turbi la pace, perché sarebbe come ripudiare la virtù stessa.
XIV (48-51): nulla è piacevole quanto il contraccambio dei servigi, quando c'è l'amicizia, ed entusiasmarsi per i successi altrui. Inoltre l'amicizia si basa sulla somiglianza: i buoni attirano a sé uomini buoni e giusti. Questa stessa bontà si estende anche all'altra gente, perché l'amore, non essendo egoista, punta a voler proteggere interi popoli. Non è l'utilità che deve spingere l'uomo a creare l'amicizia, ma la gioia di vedere l'amore dell'altro. Non è l'amicizia a seguire l'utilità, ma l'utilità a seguire l'amicizia.
XV (52-54): chi vuole essere amato senza amare e vivere nella ricchezza, è un tiranno. Quando i tiranni cadono si capisce quanto fossero privi di amici. La sua fortuna tiene stretti uomini che lo servono, ma che in realtà non nutrono nei suoi confronti una sincera amicizia, perché soggiogati dall'alterigia e dall'arroganza. Tutti i beni acquistabili, non sono duraturi e utili quanto l'amicizia.
XVI (56-60): circa il limite dell'affetto da provare verso un amico, ci sono tre opzioni, che Lelio non condivide: la prima è di voler bene a un amico quanto a sé stessi, la seconda di voler bene nella misura in cui loro ce ne vogliono, la terza che una persona si stimi nella misura in cui gli amici lo stimano. La prima porta a fare troppo per gli amici, la seconda riduce il rapporto a un vincolo di doveri e la terza smorza la speranza di migliorarsi.
Scipione criticava la massima di Biante sull'amicizia, secondo cui ci si doveva avvicinare a un amico pensando che quello un giorno sarebbe potuto diventare un nemico.
XVII (61-64): secondo Lelio l'amicizia può essere profonda solo quando i costumi di entrambi siano corretti, in modo che qualunque favore fatto a un amico non porti disonore. C'è un limite d'indulgenza verso gli amici, perché bisogna sempre tener presente la virtù. Bisogna scegliere bene i propri amici, così da circondarsi di persone costanti e diligenti. Bisogna verificare il carattere quando si è all'inizio dell'amicizia, così da eventualmente mantenere le distanze.
Trovare la vera amicizia è difficile soprattutto tra gli uomini politici, perché il potere e il denaro corrompono l'uomo. Molte persone disprezzano gli amici nella fortuna o abbandonano quelli in difficoltà. Chi invece è costante in entrambi i casi, è un uomo di carattere.
XVIII (65-66): fondamentale nell'amicizia è la buona fede, che comprende stabilità, schiettezza e vicinanza d'interessi. Nell'amicizia non ci dev'essere nulla di finto e bisogna difendersi dalle accuse, senza essere sospettosi. Ciò va unito a un modo di fare dolce e indulgente.
XIX (67-70): non bisogna stancarsi di una vecchia amicizia e sostituirla con una nuova (cita un proverbio già ricordato da Aristotele nell'Etica Nicomachea: “Multos modios salis simul edendos esse, ut amicitiae munus expletum sit”). Anche se si presenta una nuova amicizia, le vecchie vanno mantenute e coltivate.
Importante è anche sentirsi pari a chi è inferiore. Cita l'esempio di Quinto Massimo, fratello dell'Emiliano, che era stato da lui onorato e trattato sempre da pari. Chiunque abbia raggiunto qualche successo, deve condividerlo con chi gli è vicino.
XX (71-76): i superiori, nell'amicizia, devono abbassarsi e gli inferiori innalzarsi e liberarsi dall'idea di essere disprezzati dagli altri, devono inoltre fare quanto è in loro potere per aiutare.
Bisogna scegliere un'amicizia in età matura, quando cioè il carattere è già formato. Perché cambiando i caratteri, cambiano anche i gusti. L'affetto non deve però impedire all'uomo di fare grandi cose. Lelio prende ad esempio il comportamento di Neottolemo, narrato in una tragedia di Accio, che non sarebbe partito per Troia se avesse ascoltato Licomede.
XXI (76-81): se si ha un amico le cui azioni sono tanto disdicevoli da portare vergogna a chi gli sta attorno, bisogna pian piano allontanarsi da esso, si devono per così dire dissuere ("scucire") senza strapparle, come disse Catone. Se invece l'amico cambia le proprie idee politiche, bisogna fare attenzione che non diventi un nemico. Fa l'esempio di Scipione, che aveva rotto l'amicizia con Quinto Pompeo sotto richiesta dello stesso Lelio, senza però creare un'inimicizia. Per questo non bisogna stringere amicizia troppo presto. Gli amici degni sono molto rari, chi sceglie gli amici per convenienza, si priva del vero e naturale affetto. Bisogna amare senza esigere nulla in cambio. Questo comportamento è visibile anche negli animali.
XXII (82-85): chi cerca l'amicizia deve essere una persona per bene che non pretenda dall'altro ciò che lui stesso non è disposto a dare. Una volta creato il rapporto, ci dev'essere la verecundia, ossia il reciproco rispetto. L'amicizia deve essere basata sulla virtù e priva di vizi, affinché l'uomo viva felice con tutti i beni desiderabili (onore, gloria, tranquillità e letizia). Senza la virtù, l'uomo può avere solo falsi amici. Questo è il motivo per cui bisogna giudicare le persone prima di legarsi a esse.
XXIII (86-88): nonostante sulla virtù, la politica e molte altre cose molti uomini si trovino in disaccordo, sulla necessità e utilità dell'amicizia la pensano tutti alla stessa maniera: senza amicizia non c'è vita. Racconta del matematico Archita, che sosteneva che un uomo, salendo al cielo e mirando la magnificenza degli astri, non ne avrebbe provato alcun piacere se non avesse avuto nessuno a cui raccontarlo.
XXIV (88-90): molti uomini non ascoltano la natura e creano rapporti di amicizia malevoli. Bisogna rimproverare gli amici solo con animo benevolo e bisogna accogliere le ammonizioni serenamente. Gli amici raramente accettano le critiche. A tal proposito, Lelio cita l'Andria di Publio Terenzio Afro, quando sostiene che dall'ossequio derivano gli amici e della verità l'odio. Per evitare questo, bisogna ammonire con garbo, in modo che non sembri un'offesa. Chi invece non accetta la verità, non può essere salvato. Lelio cita Catone, che invita a stare attenti agli amici che sembrano sempre dolci e non fanno critiche perché non dicono sempre il vero.
XXV (91-96): l'adulazione è la peggior peste di un'amicizia, distrugge la verità, senza cui non può esserci l'amicizia. Lelio cita l’Eunuchus di Terenzio (verso 252) per spiegare che non c'è niente di peggio di un amico che appare come in realtà non è.
Anche l'assemblea popolare, dice Lelio, che è formata di persone ignoranti, distingue subito un demagogo da un cittadino serio e ponderato. Cita l'esempio di Gaio Papirio, che era a favore della rieleggibilità dei tribuni della plebe e provò a ottenere il consenso popolare con lusinghe. La legge fu respinta, grazie – dice Lelio – al discorso di Scipione. Racconta un altro aneddoto, di quando egli era pretore. Con un discorso evitò che fosse approvata la legge secondo cui la scelta dei colleghi, che spettava ai collegi sacerdotali, andasse al popolo.
XXVI (97-100): nell'amicizia, come nella vita politica, la verità viene premiata. L'adulazione nuoce soprattutto a chi l'accoglie. Questi sono coloro che vivono solo nella parvenza di virtù e che accolgono discorsi adulatori come testimonianza dei loro meriti. Lelio cita le parole del soldato Trasone, personaggio dell'Eununchus di Terenzio.
Bisogna ammonire anche gli amici più seri, affinché stiano in guardia dalle adulazioni. Alcuni adulatori, infatti, si insinuano di nascosto, con furbizia, anche magari facendo finta di litigare. Cita una commedia di Cecilio Stazio, parole di una “stultissima persona” che è spesso presente nei lavori teatrali.
XXVII (100-104): Lelio conclude il discorso tornando alle amicizie nobili, queste sono quelle in cui regna la virtù, la serenità e la costanza. Entrambi gli amici, in questa condizione, devono amare e lasciarsi illuminare dall'amicizia altrui. Lelio elenca le diverse amicizie di tal genere sue e di Scipione (Emilio Paolo, Marco Catone, Gaio Galo, Publio Nasica, Tiberio Gracco, Lucio Furio, Publio Rupilio, Spurio Mummio, Quinto Tuberone, Publio Rutilio). La vita umana è fragile, così è necessario trovare sempre qualcuno che ci ami. Nonostante ciò, in Lelio, Scipione continuerà a vivere, perché la sua virtù non perirà mai. L'amicizia con Scipione era la cosa più bella della sua vita, ricca di virtù, basata sull'uguaglianza delle idee politiche e priva di offese. La perdita dell'amico può essere superata grazie ai ricordi e alla consolazione che porta l'età. L'opera si conclude con l'esortazione ai due generi di dare un grande valore alla virtù, perché solo all'interno di essa può nascere l'amicizia.

## Datazione e realizzazione dell'opera
Il Laelius, non essendo citato in nessun epistola, se non in maniera indiretta – secondo Bucher - la datazione dell'opera ciceroniana è sempre stata al centro del dibattito critico, però all'interno del biennio 45-44 a. C., periodo florido per le opere filosofiche di Cicerone, abbiamo due punti di riferimento che, pur non fornendoci il momento esatto della realizzazione, limitano di molto il campo. Il primo punto di riferimento è il proemio al secondo libro del De divinatione, risalente alla prima metà del marzo del 44 a.C., qui Cicerone parla dettagliatamente del suo programma filosofico, senza però fare accenno all'opera, evidentemente non era ancora stato composto. Il secondo punto è invece il De officiis, posizionato cronologicamente dopo il De amicitia, quindi possiamo desumere che il dialogo sia stato composto nei mesi che vanno dal 15 marzo ai primi di novembre del 44 a.C.
La struttura e le argomentazioni a volte confusionali, hanno fatto pensare a una realizzazione "a più strati". Secondo alcuni, infatti, una prima stesura dell'opera sarebbe stata fatta prima delle Idi di marzo, contemporaneamente al Cato maior, successivamente ripreso e rimaneggiato, a causa della mutata situazione politica e di un eventuale rientro nella vita pubblica dell'autore. A questo periodo si dovrebbero far infatti risalire la sezione 26-43, in cui viene portata avanti una ferma condanna delle amicizie politiche e utilitaristiche, aggiunta ai paragrafi 4-5, ossia al nucleo originario.
Gli argomenti proposti da questi studiosi, però, sembrano ai critici più recenti inconsistenti e insufficienti, così da portarli a sostenere l'unitarietà dell'opera.

## Struttura e forma dialogica
L'opera si apre con la dedica ad Attico e un proemio in cui l'autore, riferendosi direttamente all'amico, spiega i motivi che lo portano a trattare il tema e la fonte dell'amicizia. Cicerone ricopre il dialogo di un alone di autenticità, attribuendogli una fonte autorevole: sarebbe stato Quinto Mucio Scevola a riportargli le parole che il suocero aveva proferito nel 129 a.C., poco dopo la morte dell'Africano. Il dialogo vero e proprio inizia dal secondo capitolo. I protagonisti sono Gaio Lelio, Quinto Mucio Scevola e Gaio Fannio. I due generi trovano poco spazio nel dialogo e non intervengono direttamente nella discussione sull'amicizia, pongono semplicemente domande e sollecitano il suocero a esprimersi sull'argomento.
La forma dialogica non è nuova per Cicerone, utilizzata precedentemente nel Cato maior e si rifà a ovvi e illustri schemi greci. Accanto a Platone e Aristotele, tra i modelli possono essere citatati anche Teofrasto, Eraclide Pontico, Dicearco, Prassifone e Aristotele di Ceo.
Il dialogo del Laelius sembra essere una via intermedia tra il dialogo drammatico e quello narrativo, poiché l'autore, nonostante affidi le teorie filosofiche a una vera e propria rappresentazione, lascia anche spazio a momenti di narratività, cui esempio principale è il proemio.
Cicerone cerca una forma accattivante, capace di interessare un pubblico vasto, che sia in contrasto con la produzione filosofica contemporanea dal carattere scolastico. Anche la scelta di figure illustri della tradizione come protagonisti, aveva il fine di attirare il maggior numero di lettori.

## La filosofia

### Cicerone e la filosofia
Con Cicerone cambia il modo di vedere la filosofia, che era allora una "professione" e un settore riservato a pochi. Nel suo ultimo periodo, ritroviamo una filosofia strettamente collegata alla vita politica, configurandosi come uno degli ingredienti necessari a servire la res publica. Perciò l'impegno di Cicerone assume una doppia prospettiva: da un lato la consolazione per i recenti lutti familiari, dall'altro un mezzo per riformare e rigenerare la società romana, schiacciata dalla morsa della dittatura di Cesare.
Utilizzando una forma accattivante e una scrittura accessibile, Cicerone sperava di poter proseguire il suo impegno civile, così da far riscoprire la virtus e il mos romano a un pubblico ampio, per contrastare la crisi di valori dilagante. È proprio questo obiettivo che lo porta a effettuare una cernita e una selezione dei principi delle filosofie contemporanee. La sua poca aderenza a una determinata scuola, inoltre, è da attribuire allo scetticismo neoaccademico e al metodo di indagine appreso negli anni giovanili. Questa concezione era opposta a quelle diffuse a Roma nel primo secolo a.C., ossia forme di stoicismo ed epicureismo spesso banalizzate.
Forte fu in particolare la polemica di Cicerone alla teoria di Epicuro, che incoraggiava una vita appartata (non sempre era vissuta come un vero e proprio rifiuto della politica) e dissolveva il sentimento di timore religioso.
Cicerone prende comunque le distanze anche dallo scetticismo radicale che ritroviamo in Carneade, vivendolo su posizioni più moderate. Infatti per lui non tutte le cose sono false: nella vita il vero è mescolato al falso ed è difficile da individuare. Per questi aderire allo scetticismo neoaccademico significava soprattutto avere una grande autonomia di ricerca, cosa che lo portò a fare propri alcuni aspetti di una scuola e a rifiutarne altri.
Le contraddizioni presenti nelle varie opere, quindi, vanno interpretate anche come nuove conquiste o ritorni della ricerca, spesso provocati da molteplici e tormentati episodi biografici.

### Il concetto di amicizia
Già Aulo Gaelio, nelle Notti Attiche, criticherà l'ambiguità dei precetti che Cicerone sembra voler fornire a chi voglia imparare a vivere il genere di rapporto da lui descritto. Nonostante ciò, dall'opera emerge un chiaro concetto di amicizia, strettamente legato alla virtù. Solo tra individui virtuosi e che vivono nell'integrità morale, infatti, è possibile l'amicizia. I viri boni sono coloro che hanno quelle qualità che gli permettono di difendere l'ordine pubblico. È in questo che alcuni hanno intravisto una similitudine con la teoria di Panezio sull'amicizia, il quale probabilmente aveva già delineato la serie di virtutes necessarie a essa.
L'amicizia, qualora le premesse siano quelle sopra citate, è assecondata dalla natura stessa, che porta a vedere nell'altro una rappresentazione di sé stessi.
La novità maggiore del concetto di amicizia in Cicerone è il disinteresse che dev'esserci alla base. Lunga e articolata è la denuncia delle amicizie utilitaristiche e politiche. Il sentimento non deve nascere con secondi fini, ma per affinità di carattere, stima e uguaglianza di idee. Questo non è solo un attacco alla teoria epicurea, ma anche alle amicizie politiche a Roma, finalizzate solo a ricercare appoggio o favori. Lo stesso Cicerone doveva alle giuste amicizie la sua ascesa politica da homo novus. Infatti furono le stesse che lo richiamarono dall'esilio. "Deinde fac ut amicorum et multitudo et genera appareant" gli scrive il fratello Quinto nel suo manualetto di campagna elettorale, scritto appositamente per la corsa che avrebbe portato Cicerone al consolato. Egli stesso più volte, nella sua vastissima produzione, aveva accennato all'amicizia, riconoscendo l'importanza che essa aveva sempre avuto nelle vicende storiche.
Nel Laelius, invece, nella riscoperta dei valori tradizionali, sembra esserci un vero e proprio bisogno di rapporti sinceri. Desta meraviglia, infatti, che egli, nonostante l'animo turbato per la perdita della sua amata figlia Tullia e per la separazione dalla seconda moglie, sia riuscito a redigere un trattato su un sentimento così puro quale l'amicizia. Non solo da quest'opera, ma anche dall'epistolario, se ne deduce che Cicerone, nonostante la scalata politica, fosse una persona predisposta al sentimento dell'amicizia non utilitaristica.

### La figura di Attico
Attico, dedicatario dell'opera, nasce nel 109 da una famiglia di ceto equestre, figlio di uno studioso.
Il suo soprannome “attico” gli fu affibbiato in quanto era solito intrattenersi per lunghi periodi ad Atene, ove qui, oltre a dedicarsi agli studi, riuscì ad accattivarsi la stima degli ateniesi, in quanto gli riconoscevano il ruolo fondamentale che aveva nella cultura greca e soprattutto apprezzavano il suo amore verso questa. Infatti riuscì a ricevere tutte le attribuzioni ufficiali possibili per uno straniero e anche la cittadinanza ateniese; egli rifiutò questo onore.
La passione verso la Grecia e la Roma antica lo portò a collezionare oltre a utensili antichi, anche libri. Infatti egli procedeva a farli ricopiare e a metterli in circolo. Questo favorì, sicuramente, la diffusione di molte opere d'arte.
La sua passione per le opere d'arte non fu fine a sé stessa, e Cornelio Nepote, nel libro Atticus, nel capitolo 18 ci riferisce che egli stesso fu un letterato e pubblicò e dedicò il Liber Annalis al suo amico Cicerone. L'inizio del rapporto tra Cicerone e Attico risale al 79 a.C., quando l'oratore si trasferì in Grecia per poter apprendere nuove tecniche da applicare all'arte oratoria. Frequentò, a Rodi, la scuola del famoso oratore Apollonio Malone, e fu qui che apprese lo stile medio che caratterizzerà orazioni pronunciate al suo ritorno: le Verrine (70 a.C.) e la Pro Lege Manilia del 66 e la Pro Cluentio. Questo rapporto di amicizia viene delineato già nel paragrafo 1.4 della Vita di Attico da parte di Nepote, il quale asserisce che "Itaque incitabat omnes studio suo. Quo in numero fuerunt L. Torquatus, C. Marius filius, M. Cicer; quos consuetudine sua sic devinxit ut nemo his perpetuo fuerit carior".
Attico, stimatore della filosofia epicurea, si mantenne sempre molto lontano dalla politica – definito da Horsfall apolitico, "a political animal" - ma riuscì comunque a godere del rispetto e dell'amicizia dei personaggi più illustri del tempo. Egli, dunque, ricoprì nel mondo politico una posizione delicata (se pur non partecipando in maniera attiva). Conosceva tutto ciò che accadeva a Roma, intratteneva rapporti con personaggi che erano tra loro nemici.
Il suo fiuto per gli affari e il suo gusto raffinato gli permisero di trarre profitto da ogni tipo di commercio al quale si approcciava.
Spesso divenne promotore e divulgatore di molte opere, lo stesso avvenne per le lettere ciceroniane. Le lettere di Cicerone descrivono pienamente il rapporto di stima e affetto tra i due, infatti in un'epistola possiamo anche leggere una vera e propria dichiarazione di affetto: "Mihi nemo est amicior nec iucundior nec carior Attico". L'amicizia tra i due intellettuali si protrasse dal 68 a.C. al 44.
Attico viene descritto come l'amico fedele, quello con il quale Cicerone poteva mettersi a nudo e confidare ogni suo turbamento. Il motivo della nascita di questo rapporto è abbastanza difficile da comprendere, dato che i due erano molto diversi tra loro.
Cicerone, uomo molto impegnato nella politica e fedele alla filosofia stoica; invece Attico con la sua propensione ad aderire alla filosofia epicurea, era lontano e quasi alieno dalla politica.
Sicuramente Attico amerà in Cicerone proprio la sua predisposizione al bene e la sua voglia di abbracciare sempre la giusta causa, mentre l'oratore loderà nell'amico la sua obiettività di giudizio.
Il sincero rapporto tra i due intellettuali lo possiamo desumere non soltanto dalle arie dediche tra i due, ma anche perché Cicerone fu invitato da Attico stesso a scrivere riguardo all'amicizia. Il rapporto tra i due fu consolidato anche dal matrimonio di Quinto Tullio Cicerone (fratello dell'oratore) e la sorella di Attico, caldeggiate da Cicerone. Come Cornelio Nepote egregiamente descrive nel paragrafo 5.3, Cicerone era molto più affezionato al suo amico che non al fratello; questo dimostra la tesi enunciata nel Laelius che l'amicizia vale più della consanguineità.